# امین اسماعیل‌نژاد
امین اسماعیل‌نژاد (زاده ۲۷ آذر ۱۳۷۵ در ملکان) بازیکن والیبال و پشت خط زن تیم ملی والیبال ایران و باشگاه ورونا ایتالیا است.

## پیشینه
اسماعیل‌نژاد در مسابقات قهرمانی زیر ۲۳ سال آسیا ۲۰۱۷ به میزبانی اردبیل که با قهرمانی ایران به پایان رسید به عنوان بهترین پشت خط زن انتخاب شد. در همان سال مسابقات قهرمانی زیر ۲۳ سال جهان در مصر را در حالی که پشت خط زن اول تیم ملی بود به خاطر مصدومیت از دست داد. وی در سال‌های ۹۵ و ۹۶ در تیم پیکان تهران، سال ۹۷ در تیم شهرداری تبریز و ۹۸ و ۹۹ در تیم سایپای تهران عضویت داشته‌است و سابقه نایب قهرمانی لیگ برتر والیبال ایران را در سال ۹۵ با تیم پیکان تهران در کارنامه خود دارد. وی در سال ۱۴۰۰_۱۴۰۱ با تیم شهداب یزد به قهرمانی لیگ برتر رسید و عنوان بهترین پشت خط زن لیگ برتر والیبال ایران و نیز ارزشمندترین بازیکن لیگ برتر والیبال ایران را به دست آورد.
او همچنین در سال ۲۰۲۱ به همراه تیم ملی والیبال ایران در مسابقات قهرمانی مردان آسیا ۲۰۲۱ مقام اول را کسب کرد و مدال طلا گرفت.